# Bruno (football, juin 1984)
Pour les articles homonymes, voir Bruno.
Bruno Ferraz das Neves, plus communément appelé Bruno est un footballeur brésilien né le 11 juin 1984. Il est milieu offensif.